# Contea di Aure

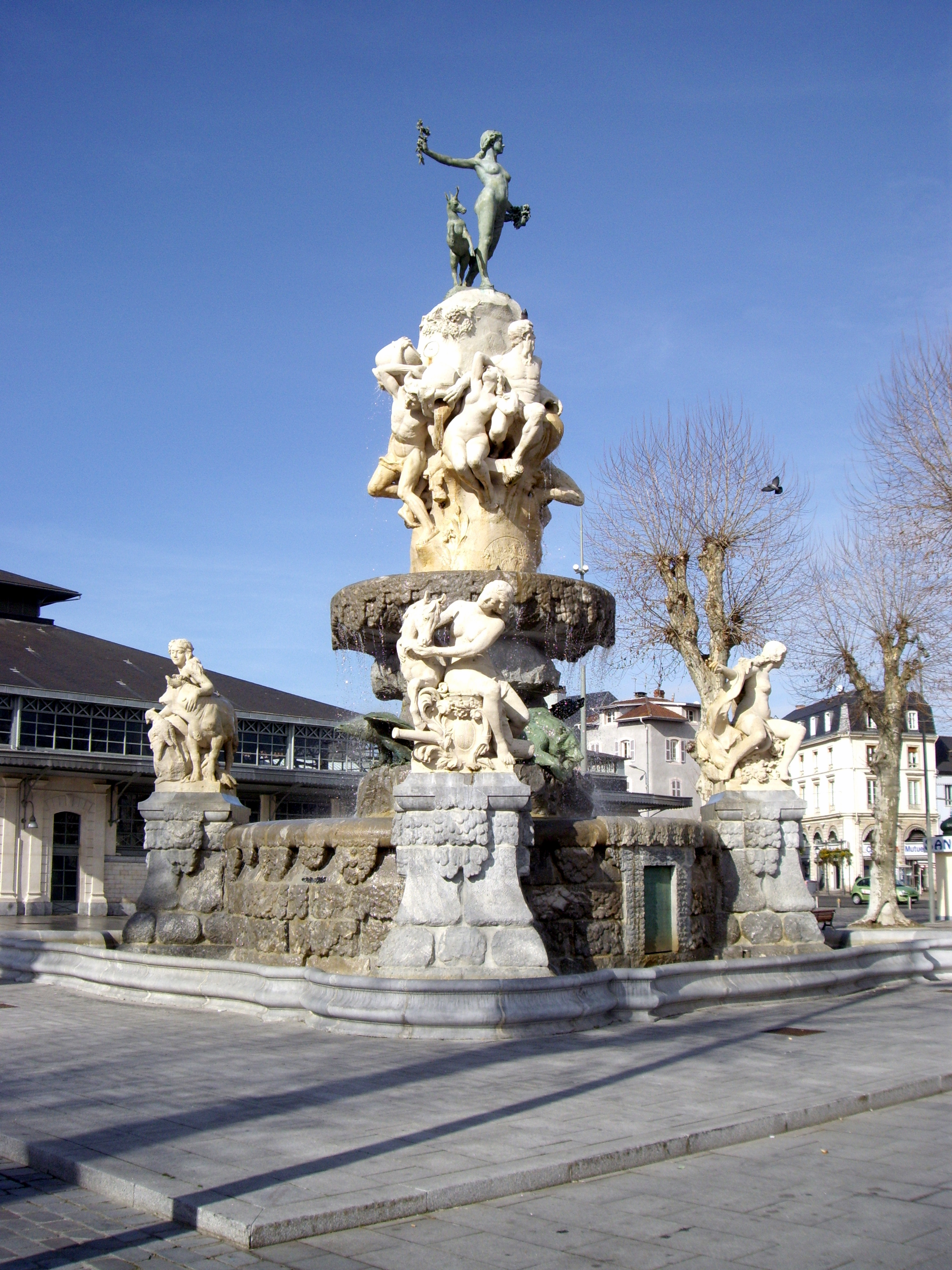
Fontana delle Quatre-Vallées à Tarbes.

La contea di Aure, nota anche con il nome Quatre-Vallées (Quattro Valli) è un'antica provincia francese che comprende le valli dell'Aure, della Bassa Neste, della Barousse e della Magnoac.